# Bustul lui Victor Eftimiu
Bustul lui Victor Eftimiu este opera în bronz a sculptorului român Dimitrie Paciurea (1873 - 1932). Monumentul a fost comandat lui Paciurea chiar de către dramaturg, care, cu de la sine putere, l-a instalat direct în Parcul Cișmigiu. Data inaugurării monumentului este neclară: conform unor surse, a fost dezvelit în anul 1929, cu ocazia împlinirii de către Victor Eftimiu a vârstei de 40 de ani, pe când Administrația Monumentelor menționează anul 1935, deși Dimitrie Paciurea a decedat în 1932. „Gestul” nu a fost pe placul multora, iar statuia a fost scoasă din parc, în ciuda voinței „proprietarului”. Astfel, bustul a fost mutat în fața imobilului în care locuia scriitorul, pe o străduță din imediata apropiere a parcului Cișmigiu.
Bustul este așezat pe un soclu din piatră pe care este săpată următoarea inscripție:
| VICTOR EFTIMIU |

Victor Eftimiu (24 ianuarie 1889, Boboshticë, Albania - 27 noiembrie 1972, București) a fost un dramaturg, eseist, povestitor, scriitor și traducător român de origine megleno-română. A fost în mai multe rânduri director al Teatrului Național și membru al Academiei Române.
Lucrarea este înscrisă în Lista monumentelor istorice 2010 - Municipiul București - la nr. crt. 2296, cod LMI B-III-m-B-19980.
Monumentul este amplasat în fața blocului unde a locuit Victor Eftimiu, situat pe Intrarea Eftimiu Victor (fostă Alexandru Marcovici) nr. 9, sector 1.